# BBC Radio Norfolk
BBC Radio Norfolk est la station de Radio locale pour le   Comté de Norfolk, la diffusion se fait depuis le 11 septembre 1980. Elle diffuse depuis les  studios de BBC-Orient en Le Forum, Norwich sur 95.1 FM (Stoke Holy Cross), 104,4 FM (Great Massingham), 95,6 FM (West Runton, près de Cromer), 855 kHz AM / MW ( Postwick, à l'est de Norwich près de la  A47), 873 kHz AM / MW ( West Lynn, près de la  A47 et Great River Ouse),  DAB et par le biais de Internet en utilisant BBC iPlayer.
La station ne doit pas être confondu avec la fiction Radio Norwich dans la série comique télévisée Je suis Alan Partridge , ou la station commerciale 99,9 Radio Norwich.
BBC Radio Norfolk a été lancée à 17h55 le 11 septembre 1980 - la première station radio de la BBC locale à être lancée dans l'East Anglia et la première station à être lancée après une interruption de plusieurs années.
Radio Norfolk a été l'une des premières stations de la BBC à  être basée autour d'un comté, plutôt que d'une ville, elle a également été la première à être diffusée en stéréo (mais seulement à l'Est de Norfolk, et le reste du comté a dû attendre jusqu'en 2005 pour les émissions en stéréo).